# VOICE...
VOICE...（ボイス...）は、J-WAVEで放送されていたミニ番組。
「名言」や「歳時記」などを伝える2分間の番組。土曜・日曜の夜、毎時だいたい58分から放送（タイムテーブル上では毎時54分からという表記だったが、54分からはニュース、天気、交通情報、スポーツ情報を伝え、CMを挟んだ58分ごろから「VOICE...」本編となっていた）。担当はVieVie、のちに川崎ゆかりとなり、せきぐちきみこへと変わった。
番組ホームページでは、過去の放送内容からいくつかの項目を読むことができる。
2009年3月に放送を終了し、同年4月からは『VISION』に引き継がれている。

## 放送時間
土曜日は17時台から23時台、日曜日は16時台から23時台、いずれもJ-WAVE LIFE INFORMATION後の毎時58分から正時にかけて放送。現在の『VISION』もほぼ同じ時間に放送されている。
以前は曜日・時間によってはスポンサーがついていたが、2008年4月1日以降、この番組を提供しているスポンサーはなかった。
なお、スポンサーがある時はCM枠の関係により、タイムテーブル上は58分でもそれより早く放送を開始していた。

通常、衛星中継によるJ-WAVEの放送はCM枠をBGMに差し替えるが、この番組のCMはそのまま流れた。

### 提供したことのあるスポンサー
- 土曜日：ホテルニューオータニ、ミシュランタイヤ、ジャパンエナジー、DHC
- 日曜日：ユナイテッドアローズ、ワールド通商（フランク・ミュラー）、サッポロビール

## 番組ホームページ
- VOICE Saturday
- VOICE Sunday

- VISION Sat
- VISION Sun
- VISON執筆陣によるブログ